# Phrynobatrachus mababiensis
Phrynobatrachus mababiensis é uma espécie de anfíbio da família Petropedetidae.
Pode ser encontrada nos seguintes países: Angola, Botswana, República Democrática do Congo, Quénia, Malawi, Moçambique, Namíbia, África do Sul, Suazilândia, Tanzânia, Zâmbia, Zimbabwe, e possivelmente Etiópia, Sudão e Uganda.
Os seus habitats naturais são: savanas áridas, savanas húmidas, matagal árido tropical ou subtropical, matagal húmido tropical ou subtropical, campos de gramíneas subtropicais ou tropicais secos de baixa altitude, campos de gramíneas de baixa altitude subtropicais ou tropicais sazonalmente húmidos ou inundados, rios, pântanos, lagos de água doce, lagos intermitentes de água doce, marismas de água doce, marismas intermitentes de água doce, terras aráveis, pastagens, jardins rurais, áreas de armazenamento de água, lagoas, áreas agrícolas temporariamente alagadas e canais e valas.